# Cricotopus hollyfordensis
Cricotopus hollyfordensis är en tvåvingeart som beskrevs av Boothroyd 2002. Cricotopus hollyfordensis ingår i släktet Cricotopus och familjen fjädermyggor. Inga underarter finns listade i Catalogue of Life.